# Alexandre Ouizille
 (septembre 2023).
Si vous disposez d'ouvrages ou d'articles de référence ou si vous connaissez des sites web de qualité traitant du thème abordé ici, merci de compléter l'article en donnant les références utiles à sa vérifiabilité et en les liant à la section « Notes et références ».
Alexandre Ouizille, né le 18 juin 1988, est un homme politique français. Membre du Parti socialiste, il est sénateur de l'Oise depuis septembre 2023.

## Biographie

### Activités professionnelles
Diplômé de Sciences Po Paris, (2013, Master Affaires Publiques), de l’ESSEC (2012) et de Paris Dauphine, Alexandre Ouizille travaille d’abord au Sénat.
En 2016, il intègre l’ARCEP où il est chargé de la régulation du secteur de la fibre optique et des négociations européennes sur le cadre réglementaire. Il quitte l’autorité en 2020 pour se consacrer à son activité politique.
Auteur de Politiques économiques, ouvrage de référence pour la préparation du concours de l’INSP (ex-ENA) et les grandes écoles de commerce, il enseigne l’économie dans le master politique publique de Sciences Po Paris depuis 2020.

### Parcours politique
Alexandre Ouizille adhère au Parti socialiste en 2016 lors de la primaire, se déclarant sur une ligne politique proche d’Arnaud Montebourg.
En 2018, il fonde le think-tank "Hémisphère gauche", dont il est le président. Ce groupe de réflexion se présente comme voulant "reconstruire le camp progressiste sur le triptyque Écologie, Socialisme et République" et étant animé par "une nouvelle génération d’élus, de hauts fonctionnaires, de chercheurs et de cadres du secteur privé".
Il est élu premier secrétaire fédéral du Parti socialiste de l'Oise en 2018.
L'Obs, dans un article intitulé "Ces jeunes intellos qui croient (toujours) au socialisme" en avril 2024, dresse un portrait d'Alexandre Ouizille et de "ces trentenaires qui ne se sont pas laissé abattre et ont décidé de rebâtir la gauche" sur "les ruines du quinquennat Hollande" dont Arthur Delaporte, Nina Karam-Leder, Milo Lévy-Bruhl, Sarah Kerrich, autour de l’objectif "de reconstruire brique par brique une doctrine socialiste plus offensive". L'hebdomadaire explique que "l’équipe fondatrice" du think tank Hemisphère Gauche "s’est implantée au cœur du PS, allant jusqu’à y créer un courant, Combats socialistes",.

### Mandats politiques
Alexandre Ouizille est candidat aux élections législatives de 2017 dans la 7e circonscription de l’Oise : il recueille 6 % des voix sous l’étiquette PS-EELV.
En 2020, il est élu dans la commune de Villers-Saint-Paul, où il devient premier adjoint du maire.
En 2021, il est élu conseiller régional des Hauts-de-France, siégeant dans le groupe Gauche Républicaine et Écologique, qui réunit les élus socialistes, communistes et apparentés au Conseil régional des Hauts-de-France. Il prend la présidence du groupe en 2022, à la suite de la démission de Benjamin Saint-Huile. Il démissionne de son mandat régional à la suite de son élection au Sénat, en septembre 2023.
En septembre 2023, il est élu sénateur de l’Oise,. Sa liste obtient 425 voix de grands électeurs, soit 18,24 % des suffrages. Au Sénat, il est membre du groupe Socialiste, Écologiste et Républicain.
Le 18 avril 2024, à Lille, il reçoit le Prix de la révélation politique 2023 des Hauts-de-France par « Le Trombinoscope parlementaire »,.
En novembre 2024, il est à l'origine de la commission d'enquête parlementaire lancée au Sénat sur le scandale dit "Nestlé Waters", révélé par le journal Le Monde, qui vise «à faire la lumière sur les pratiques des industriels de l’eau embouteillée et les défaillances administratives et gouvernementales dans le contrôle des autorités publiques en la matière». Il est nommé rapporteur de cette commission d'enquête. Le rapport est adopté par la commission le 14 mai 2025 et ses conclusions sont présentées le 19 mai. Elles pointent l'inertie des pouvoirs publics face à la contamination des eaux et montrent comment les services de l'Etat ont modifié le rapport de l'agence régionale de santé (ARS) d’Occitanie sur les sources Perrier, à la demande de Nestlé Waters.

## Synthèse des résultats électoraux

### Élections législatives
| Année | Parti | Parti | Circonscription | 1er tour | 1er tour | 1er tour | 2d tour | 2d tour | 2d tour | Issue |
| Année | Parti | Parti | Circonscription | Voix     | %        | Rang     | Voix    | %       | Rang    | Issue |
| ----- | ----- | ----- | --------------- | -------- | -------- | -------- | ------- | ------- | ------- | ----- |
| 2017  |       | PS    | 7e de l'Oise    | 2 118    | 6,00     | 5e       |         |         |         | Battu |

### Élections sénatoriales
Les résultats ci-dessous concernent uniquement les élections où il est tête de liste.
| Année | Partis | Partis | Département | Voix | %     | Rang | Sièges |
| ----- | ------ | ------ | ----------- | ---- | ----- | ---- | ------ |
| 2023  |        | PS     | Oise        | 425  | 20,17 | 2e   | 1 / 4  |

## Publications
- Alexandre Ouizille, Jean-Baptiste Barfety, Jean Dalbard, Théo Iberrakene, Politiques économiques, 2021 (3e édition), 708 p.  (EAN 9782275091907)
- Collectif, Manifeste pour une échelle humaine, 2021, 107 p.  (ISBN 2382920440)